# Ulrich Gohl
Ulrich Gohl (* 13. Februar 1930 in Tübingen; † 12. April 2015 in Mössingen) war ein württembergischer evangelischer Pfarrer, Komponist und Dichter biblischer Singspiele.

## Leben und Wirken
Ulrich Gohl studierte Evangelische Theologie an der Eberhard Karls Universität Tübingen und trat anschließend als evangelischer Pfarrer in den Dienst der Evangelischen Landeskirche in Württemberg. Sein erstes Pfarramt hatte er von 1960 bis 1966 an der Martinskirche in Stuttgart inne. 1966 wurde er Pfarrer in Sulzgries, einem Stadtteil von Esslingen am Neckar. Seine längste Amtszeit war von 1977 bis 1992 in der Stadt Mössingen – dort amtierte er als Pfarrer an der Peter- und Paulskirche. Während seines Ruhestandes lebte er in Mössingen-Belsen. U.a. beschäftigte sich Gohl mit dem Amtstagebuch des Mössinger Pfarrers Wilhelm Ludwig Friedrich Mögling aus den Jahren von 1831 bis 1840, das er transkribierte.
Bereits in Esslingen begann Ulrich Gohl mit dem Verfassen von Texten und der Komposition von biblischen Singspielen, die meist mehrfach von Kinder- und Jugendchören in Begleitung von Instrumenten und Einzelstimmen in Familiengottesdiensten aufgeführt wurden. Durch die im Stuttgarter Carus-Verlag gedruckten Werke wurde Gohl weit über seine Pfarrgemeinden hinaus bekannt.
Das von Ulrich Gohl 1970 gedichtete und komponierte Lied Der Herr segne dich und behüte dich wurde in das 1995 neu herausgegebene Evangelische Gesangbuch (Ausgabe für die Evangelische Landeskirche in Württemberg in den Regionalteil Nr. 563) aufgenommen.
Außerdem verfasste Gohl einen Führer über die Peter- und Paulskirche Mössingen.
Ulrich Gohl ist der Vater des derzeitigen württembergischen Landesbischofs Ernst-Wilhelm Gohl.